# 3e régiment médical
Le 3e régiment médical (3e RMED) était un régiment de l'armée française, basé au camp de La Valbonne dans l'Ain et dont la dissolution est intervenue le 4 juillet 2011 ; le régiment a en effet été fusionné avec deux autres régiments pour donner naissance au régiment médical.

## Organisation

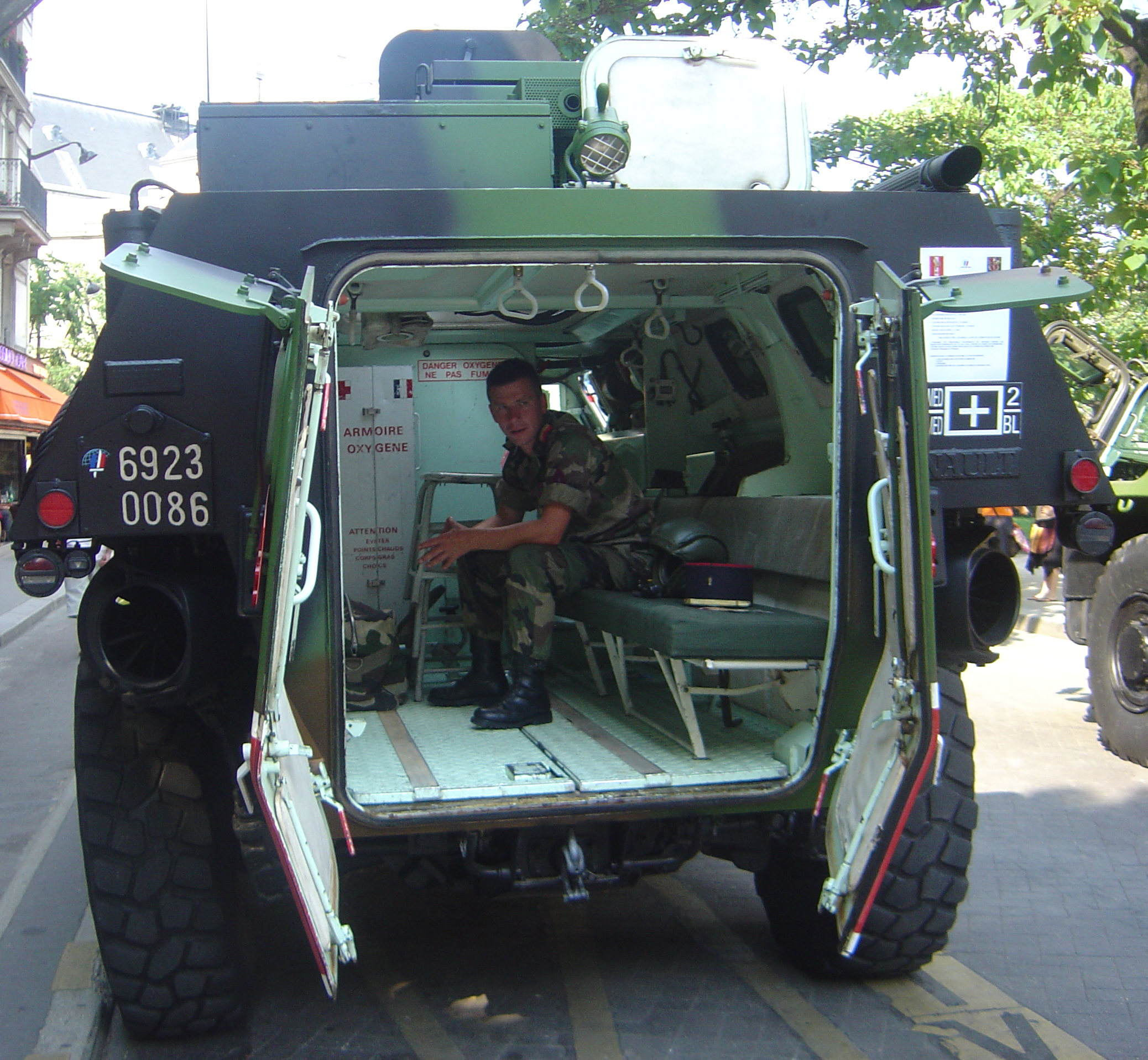
Un VAB sanitaire du régiment en 2005.

Il est composé de deux HMC (unités de réserve).
Créé le 1er juillet 1999, dans le cadre des mesures de restructuration de l'armée de terre, le groupe médical s'est vu attribuer le patrimoine des unités du service de santé qui ont servi en Indochine entre 1945 et 1954. Le 1er juillet 2002 le groupe médical a changé d'appellation pour devenir le 3e régiment médical.

### Missions
Le 3e régiment médical est une composante de la brigade logistique. Il est caractérisé par une grande mobilité et est équipé de matériels comme les éléments techniques modulaires (ETM) du service de santé, unités de chirurgie et de réanimation, transportables par voies aérienne et routière. Le soutien sanitaire des régiments constitue sa mission majeure. Travaillant au profit des unités projetées, le 3e régiment médical assure le relais entre les postes de secours régimentaires et les hôpitaux de l'arrière, grâce à ses sections de ramassage, de triage et de décontamination médicale NBC.
Il assure également le maintien en condition et la montée en puissance des matériels des quatre hôpitaux mobiles de campagne, soit plus de 1 000 véhicules et remorques.
Le régiment participe en permanence à de nombreuses missions extérieures en unité constituée, ou par petits détachements.

### Composition
Fort de 950 hommes, le 3e régiment médical se compose d’une compagnie de commandement et de logistique , de trois compagnie médico-chirurgical (1re compagnie medico-chirurgicale de montagne, 2e compagnie medico-chirurgical urbaine et 3e compagnie medico-chirurgical amphibie), d'une compagnie de décontamination NBC, d'une compagnie de ravitaillement sanitaire détachée sur le site de Chanteau dans le Loiret et du 826e Hôpital Mobile de Campagne (HMC) qui est l'unité d'instruction du régiment.

### Matériels
Le régiment inclut 700 véhicules dont 32 ETM, 36 véhicules de l'avant blindés sanitaires (VAB), 32 véhicules de transport logistique avec remorques, 136 ambulances spécialisées.